# 古川紘一
古川 紘一（ふるかわ こういち、1942年9月16日 - ）は、日本の実業家。森永乳業代表取締役社長や、日本乳業協会会長を務めた。

## 経歴
国鉄の技術者だった古川太郎の長男として、広島県広島市に生まれる。
成蹊中学校・高等学校を経て成蹊大学経済学部を卒業する。
1965年森永乳業入社、1993年業務用食品部部長、1997年取締役に就任、2003年6月より社長。2010年日本乳業協会会長。2012年6月に社長を退任し、相談役となる。
2019年春の叙勲で旭日中綬章を受章。